# آنا باولا ريبيرو تافاريس
آنا باولا ريبيرو تافاريس (بالبرتغالية: Ana Paula Tavares‏) (30 أكتوبر 1952، مقاطعة هويلا في أنغولا)؛ كاتِبة وشاعرة أنغولية.